# سيف العتيقي
سيف بن حمد بن أحمد العتيقي النجدي السديري (1106 هـ - 1189 هـ) فقيه حنبلي نجدي من أهل القرن الثاني عشر الهجري/ الثامن عشر الميلادي. ولد بحرمه قرب المجمعة ونشأ بها في عائلة معروفة من قبيلة حرب. حفظ القرآن، وطلب العلوم الشرعية حتى برز فيها. اشتهر بمعارضته الفقهية لدعوة محمد بن عبد الوهاب، وقد جمع في كتاب الردود التي ردُّ بها على ابن عبد الوهاب. سافر إلى الأحساء وقرأ على محمد بن عبد الله بن فيروز. توفي فيها.

## سيرته
هو سيف بن حمد بن محمد العتيقي (أو العَتِيْقي) النجدي السديري. ولد سنة 1106 هـ/ 1695م بحرمة قرب المجمعة ونشأ بها. حفظ القرآن، وطلب العلوم الشرعية حتى برز فيها.
تولى إمامة مسجد ابن سليم في حرمة، وسافر إلى الأحساء وقرأ على محمد بن عبد الله الفيروز. من أعماله الخيرة مدرسة ومكتبة مشهورة في حرمة، أوقف عليهما بيتاً من بيوته ونخلاً. وهذه المكتبة المعروفة بمكتبة العتيقي.
كان معاديًا للدعوة الوهابية التي قام بها محمد بن عبد الوهاب في نجد، وله رد عليه، جمع فيه الردود التي ردُّ بها على محمد بن عبد الوهاب فجاءت في مجلد ضخم.
توفي سيف العتيقي في الأحساء سنة 1189 هـ/ 1775م. وله ثلاث وثمانين سنة.من أبناءه صالح ومحمد. وذريته باقية في الكويت والمجمعة. 
قال عنه ابن فيروز فيما كتبه للكمال الدين الغزي مفتي دمشق بطلبه أنه «فقيه صالح حافظ لكتاب لله تعالى لا يفتر عن تلاوته معرضًا عن الدنيا بإذلالها سخي النفس وقد جمع غالب ما رد به على طاغية العارض فبلغ سفرًا ضخمًا وتوفي سنة 1189 وهو ابن ثلاث وثمانين سنة رحمه الله تعالى وصلى عليه الفقير وتولى تلقينه ودفن عند والدي.»

## حياته الشخصية
تزوج بفاطمة بنت إبراهيم بن عبد الرحمن، وانتقل معها من المجمعة إلى إمارة الكويت في 21 محرم 1189 هـ/ 23 مارس 1775م، وفي شهر صفر/ أبريل من تلك السنة توفيت زوجته في الكويت. وكان سيف مريضًا فقدم عليه ابنه صالح من الأحساء، في يوم 28 ربيع الأول/ 28 مايو، ثم ركب سيف وابنه صالح سفينة من الكويت إلى القطيف في 28 جمادى الأولى / 26 يوليو بعد أن تشافى. وفي هذا السفر توفي سيف بالأحساء. عند صديقه محمد بن فيروز.

## آثاره
من آثار سيف العتيقي نسخه لكتاب دليل الناسك لأحكام المناسك من تأليف أبي نمي بن عبد الله التميمي الحنبلي المؤلف سنة 1008 هـ في الأزهر. ونسخه في الثامن والعشرين من رمضان سنة 1166 هـ. عليه قيد تملك لصالح بن سيف العتيقي، ابنه، وعثمان بن جار الله بن حمد سنة 1223هـ. صارت ضمن مكتبة أسرة السويح في روضة سدير.